# علامة بيبودي
علامة بيبودي هي علامةٌ طبيةٌ قد تكون موجودةً في مرضى الخثار الوريدي العميق (DVT). تكون العلامة إيجابيةً إذا حصل تشنج في العضلة مثلثة الرؤوس الساقية عند رفع الساق المُصابة ومد القدم. لا تُعد هذه العلامة حساسةً ولا خاصةً بالخثار الوريدي العميق.
سُميت نسبةً إلى الطبيب سي. نيوتن بيبودي، والذي وصفها عام 1964.